# Julia Kavanagh
Julia Kavanagh (Thurles, 7 januari 1824 – Nice, 28 oktober 1877) was een Ierse romanschrijver in het Victoriaans tijdperk. Naast romans schreef ze geschiedkundige werken over Frankrijk, biografieën en moraliserende essays en dit zowel in boekvorm als in literaire tijdschriften.

## Levensloop
Kavanagh werd geboren in het Ierse Thurles, in  het toenmalige Verenigd Koninkrijk van Groot-Brittannië en Ierland. Haar ouders waren Morgan Peter Kavanagh en Bridget Fitzpatrick. Als baby verhuisde ze met haar ouders naar Parijs, waar haar vader een literaire en academische carrière had. Kavangh groeide op in Parijs. Zowel de schooltijd als het filologisch werk van haar vader brachten haar een grondige kennis bij van de Franse taal. Zij was enig kind.
In 1844 scheidden haar ouders. Kavanagh verhuisde met haar moeder naar Londen. Haar eigen literaire carrière nam een start. Zij publiceerde onder meer in de tijdschriften Household Words, The Month, People’s Journal en Temple Bar. Haar eerste boek, het jeugdboek The Three Paths, werd uitgegeven in 1847. Met Madeleine, a Tale of Auvergne (1848) behaalde ze landelijke bekendheid. In 1850 volgde Women in France during the Eighteenth Century, dat haar meest bekende biografisch werk werd. Bekende romans van haar zijn Natalie (1850), Adèle (1857) en A Summer and Winter in the Two Sicilies (1858).
Kavanagh reisde langdurig door Frankrijk, Duitsland en Zwitserland, terwijl ze literair actief was. Elk jaar publiceerde ze een roman, reisverhaal of essay. In het tijdschrift Athenaeum publiceerde ze reviews over Frans literair werk en geschiedenis. Ze correspondeerde met Charles Dickens en met Charlotte Brontë, waar ze in juni 1850 in Londen mee afsprak..
In de jaren 1860 vestigden zij en haar bijna blinde moeder zich in Rouen, in Normandië. Uit haar Normandische periode dateren Queen Mab (1863), English Women of Letters (1862) en French Women of Letters (1862).
In dit laatstgenoemde boek schreef ze het eerste Engelse biografisch artikel over Isabelle de Charrière.
Toen de Frans-Duitse Oorlog uitbrak (1870) verhuisde ze naar Nice. Vanaf toen leed ze aan aanvallen van zenuwpijnen. Haar novelle John Dorrien kwam uit in 1875. In 1877 overleed ze na een val op 53-jarige leeftijd. Ze was ongehuwd en devoot Rooms-Katholiek. Haar graf bevindt zich in het Cimetière du Château in Nice.

## Nederlandse vertalingen van haar boeken
- Nathalie naar het Engelsch door M.J. de Lange. Utrecht, W.H. van Heijningen, 1851.[6]
- De vrouwen in Frankrijk, en haar invloed op maatschappij, wetenschappen en staatkunde, gedurende de achttiende eeuw. vrij uit het Engelsch door G. Francken. Utrecht, C. van der Post jr., 1851.[7][8]
- Christelijke vrouwen, geschetst als voorbeelden van godvrucht en liefdadigheid. vrij bew. naar het Engelsch door C.S. Adama van Scheltema, Amsterdam P.N. van Kampen, 1853.[9][10]
- Madeleine, of de alles overwinnende kracht des geloofs : een verhaal op waarheid gegrond. naar de 2den dr. uit het Eng. vertaald.   Sneek, van Druten en Bleeker, 1853.[11]
- Daisy Burns naar het Engelsch. Leeuwarden, G.T.N. Suringar, 1856.[12][13]
- Adèle, een verhaal vrij naar het Engelsch door Antonia [pseud. van W.J.A. Jackson]. Dordrecht, Blussé en van Braam, 1859.[14][15]
- Twee Lily's, roman naar het Engelsch door Charlezia Petronella Teding van Berkhout-Chappuis (1843-1884). Haarlem, Erven F. Bohn, 1877.[16]